# Iwan Axwijk
Iwan Purcy Axwijk (Amsterdam, 3 mei 1983) is een Nederlands voetballer die anno 2010 uitkwam voor Sparta Nijkerk en in het verleden speelde voor HFC Haarlem.
Axwijk, die als verdediger en middenvelder kan spelen, speelde voor zijn overstap naar HFC Haarlem in de jeugd van amateurvoetbalclub Hellas Sport en FC Utrecht. Bij HFC Haarlem speelt hij in vier seizoenen 101 wedstrijden en komt eenmaal (in 2005/06 in de uitwedstrijd tegen VVV-Venlo) tot scoren. Na vier seizoenen profvoetbal vertrekt Iwan Axwijk voorafgaand aan het seizoen 2008/09 naar FC Lisse. In seizoen 2009/10 zal Iwan Axwijk uitkomen voor IJsselmeervogels waar ook zijn broertje Lion Axwijk voetbalt. In het seizoen 2010/11 kwam hij in het oranje van Sparta Nijkerk uit.